# 陈扬言
陈扬言（？—？），直隶正红旗人，是一名清朝政治人物。
陈扬言曾于康熙三十年接替张濬任兴化府知府一职，康熙三十一年由潘眉接任。